# Pelikan-notatet (film)
|  | Denne artikel omhandler filmen. For romanen, se Pelikan notatet |
Pelikan-notatet er en amerikansk thrillerfilm fra Warner Brothers baseret på John Grishams roman Pelikan notatet.  I filmen medvirker bl.a. Julia Roberts, Denzel Washington og John Lithgow.
Filmen blev udgivet i USA i 1993 og har en spilletid på omtrent 141 minutter. I Danmark havde filmen først premiere året efter i 1994.

## Handling
To dommere fra USA's højesteret bliver fundet myrdet, selvom de er under beskyttelse af FBI. Tidligt i filmen ser man, at drabene bliver begået af den internationale terrorist Khamel spillet af Stanley Tucci. Dette kommer dog først frem senere i historien.
En ung jurastuderende ved navn Darby Shaw spillet af Julia Roberts udfærdiger et notat, der senere bliver kendt som Pelikan-notatet. I dette notat bliver det beskrevet, hvem der muligvis kunne stå bag mordene. Darby Shaw afleverer notatet til sin juraprofessor Thomas Callahan spillet af Sam Shepard, som hun også har en affære med. Thomas Callahan har i sine unge år været praktikant hos en af de myrdede højesteretsdommere og er derfor meget påvirket af situationen. Thomas Callahan afleverer notatet til sin gode ven Gavin Vereek spillet af John Heard, som arbejder som jurist i FBI. 
Notatet bliver efterfølgende givet videre til direktøren for FBI, som sætter flere agenter til at undersøge notatets påstande. I notatet er desuden oplysninger, som kan skade USA's præsident spillet af Robert Culp, og derfor rådgiver præsidentens nærmeste medarbejder Fletcher Coal spillet af Tony Goldwyn, ham til af overtale FBI's direktør til at stille sagen i bero, hvilket han gør.
Senere udsættes Darby Shaw og Thomas Callahan for et bombeattentat, hvor bomben er placeret i Callahans bil. Darby overlever attentatet, men Callahan mister livet i flammerne. Efterfølgende bliver Darby flere gange forsøgt myrdet af ukendte mænd, og hun opdager desuden, at der har været indbrud i hendes lejlighed, hvor gerningsmændene har stjålet hendes computer og hendes disketter. Darby konkluderer, at hendes notat har ramt plet. Darby forsøger at få hjælp i FBI via Callahans ven Gavin Vereek, men inden de når at mødes, bliver Gavin dræbt på sit hotelværelse.
Darby går herefter til den kendte journalist Gray Grantham spillet af Denzel Washington, som arbejder på en avis i Washington. Gray Grantham er imidlertid allerede involveret i sagen, da han har fået et anonymt opkald fra en person, som kalder sig Garcia. Han fortæller, at han har dokumenter, der kan bevise, hvem der dræbte de to højesteretsdommere. Darby og Gray går derefter sammen for at bevise påstandene i notatet om, at drabene er bestil af en rig oliespekulant, som er nære venner med præsidenten, og som har en stor interesse i at fjerne de to dommere, inden en meget vigtig sag kommer for højesteret. 
Filmen slutter med at Darby Shaw og Gray Grantham beviser deres påstande i en avisartikel, og Darby forlader efterfølgende landet, idet hun frygter for sit liv.

## Medvirkende
| Rolle             | Skuespiller                 |
| ----------------- | --------------------------- |
| Julia Roberts     | Darby Shaw                  |
| Denzel Washington | Gray Grantham               |
| John Lithgow      | Smith Keen                  |
| Sam Shepard       | Thomas Callahan             |
| John Heard        | Gavin Vereek                |
| Tony Goldwyn      | Fletcher Coal               |
| Robert Culp       | Præsident                   |
| James Sikking     | FBI Direktør Denton Voyles  |
| William Atherton  | Bob Gminski                 |
| Stanley Tucci     | Khamel                      |
| Hume Cronyn       | Højesteretsdommer Rosenberg |
| Jake Weber        | Curtis Morgan / Garcia      |

## Baggrund
Rettighederne til filmen blev købet, inden bogen bag filmen var skrevet. Bogens forfatter John Grisham havde skrevet et udkast til bogen, og på den baggrund blev rettighederne købt.
John Grisham skrev karakteren Darby Shaw med Julia Roberts i tankerne. Hun læste bogen, da den udkom og sagde ja til rollen, uden at læse manuskriptet først.
Scenerne i Det Hvide Hus blev optaget i kulisserne fra filmen Dave.
De to hovedrolleindehavere i filmen Julia Roberts og Denzel Washington optræder først i en scene sammen ca. 1 time og 5 min. inde i filmen.

## Priser
Filmen vandt i 1994 prisen ASCAP Film and Television Music Award
Julia Roberts var nomineret ved MTV Movie Awards i 1994 for bedste kvindelige hovedrolle. Denzel Washington var ligeledes nomineret ved samme awardshow som Most Desirable Male. Ingen af de to skuespillere vandt deres respektive pris.